# Presión sonora

Diagrama de presión sonora.

La presión sonora o acústica es el movimiento en el aire provocado por las ondas sonoras, causando una variación alterna en la presión estática del mismo (pequeñas variaciones en la presión atmosférica). Como consecuencia de estas variaciones de presión se producen áreas donde se concentran las partículas (zonas de concentración) y otras quedan menos saturadas (zonas de rarefacción). Las zonas con mayor concentración de moléculas tienen mayor densidad y las zonas de menor concentración tienen menor densidad. Cuando estas ondas golpean el oído, la presión que ejercen sobre el mismo no es igual para toda la longitud de onda, variando con la densidad.
La presión acústica se define como la diferencia de presión instantánea y la presión atmosférica estática.
La presión atmosférica se mide en pascales (Pa). En el SI (Sistema Internacional) un pascal (1 Pa) es igual a una fuerza de un newton (1 N) actuando sobre una superficie de un metro cuadrado (1 m²). La presión atmosférica se sitúa en torno a los 100 000 Pa (estableciéndose como valor normalizado los 101 325 Pa). 
Como en pascales las cifras obtenidas son muy grandes, normalmente la presión atmosférica se expresa en hectopascales hPa (igual dimensión que los milibares, que quedan en desuso) y se establecen 1013,25 hPa como presión atmosférica normalizada a nivel del mar.
La presión sonora también se puede medir en pascales; no obstante, su valor es muy inferior al de la atmosférica. El umbral de dolor se sitúa en los 20 Pa, mientras que el umbral de audición se sitúa en los 20 micropascales (20 μPa).
Además del pascal, para medir la presión sonora se utiliza el microbar (μbar), que es la millonésima parte del bar (1 Pa=1 N/m²=10 μbar y 1 μbar=10-6 bar). 
La principal diferencia entre presión atmosférica y presión sonora es que, mientras que la presión atmosférica cambia muy lentamente, la presión sonora, alterna muy rápidamente entre valores negativos (menores que la presión atmosférica) y positivos (mayores). El número de veces que se repite un fenómeno por unidad de tiempo es lo que en física se denomina frecuencia. El ser humano no tiene sensibilidad ante todas las frecuencias. El margen de frecuencias que pueden producir la sensación de sonido cuando impresiona el oído humano es lo que se conoce como audiofrecuencias y va de los 20 a los 20 000 Hz.
No hay que confundir presión acústica con potencia acústica. La confusión viene por el hecho de que la presión sonora es la responsable directa de la amplitud de la onda y la amplitud determinara la cantidad de energía (potencia acústica) que contiene una señal sonora.
Para diferenciar entre sonidos más intensos (el oído soporta mayor cantidad de presión sonora), de sonidos débiles, se utiliza el llamado nivel de presión sonora.